# Рамм, Вильхельм
Вильхельм Рамм (норв. Wilhelm Ramm, 1921—1982) — норвежский шахматист.
В 1940—1950-е гг. входил в число сильнейших шахматистов Норвегии. Неоднократно участвовал в национальных чемпионатах.
В составе сборной Норвегии участник двух шахматных олимпиад (в обоих случаях выполнял функции запасного участника). На олимпиаде 1952 г. сыграл 3 партии и потерпел 3 поражения (от К. У. Мюллера, О. Круса и Дж. Примаверы). На олимпиаде 1954 г. сыграл 11 партий, из которых 2 выиграл, 5 проиграл (И. Алони, Ф. Скафарелли, М. Рантанену, О. Циммерману и М. Фоксу) и 4 завершил вничью (в том числе с Э. В. Нильсеном и Э. Вайксельбаумером).